# Wattston
Wattston est un village situé dans le North Lanarkshire, en Écosse.